# Zembschen
Zembschen ist ein Ortsteil der Stadt Hohenmölsen im Burgenlandkreis in Sachsen-Anhalt.

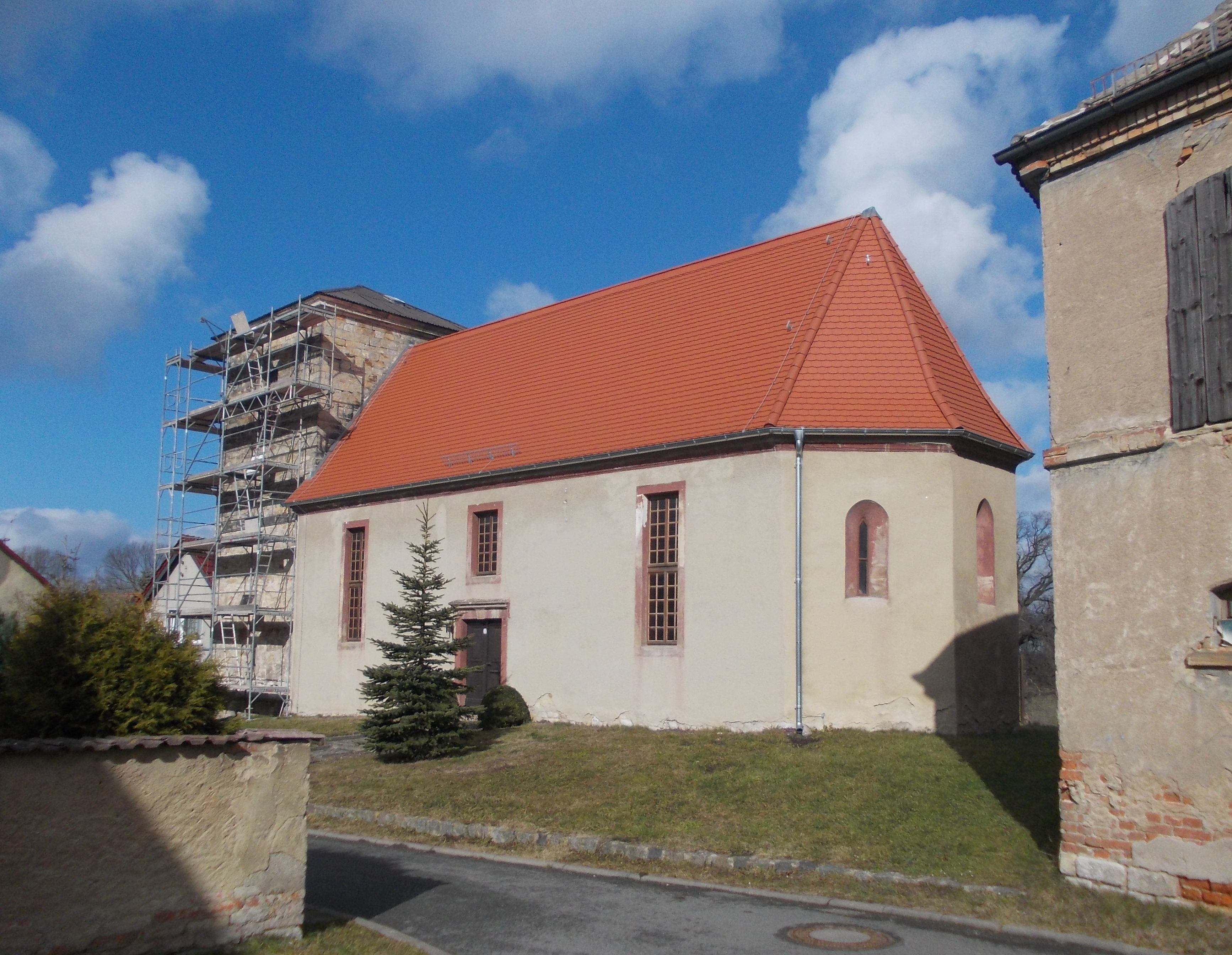
Kirche Zembschen

## Geografie

### Geografische Lage
Zembschen liegt 1 km südlich vom Kernbereich von Hohenmölsen.
Das 23,20 Hektar große Naturschutzgebiet „Grubengelände Nordfeld Jaucha“ mit der Nr. NSG 0134 liegt nochmals 1 km weiter südöstlich auf einer Höhe von 180 bis 198 m ü. NN.

## Geschichte
Am 1. Juli 1950 wurde die bis dahin eigenständige Gemeinde Keutschen eingegliedert. Die bis dahin selbstständige Gemeinde Zembschen wurde am 9. Mai 2002 in die Stadt Hohenmölsen eingemeindet.

## Verkehr
Zembschen liegt an der L 190. Die A 9 verläuft 8 km entfernt westlich.

## Söhne und Töchter
- Wilhelm Karl Petzold (1848–1897), geboren in Keutschen, Geograph und Botaniker